# Elisabeth Böhm
Elisabeth Haggenmüller (Mindelheim, 18 de junio de 1921 - 6 de septiembre de 2012) fue una arquitecta alemana. Trabajó junto con su esposo, Gottfried Böhm, con quien realizó el diseño de numerosos proyectos, especialmente de interiores.

## Primeros años

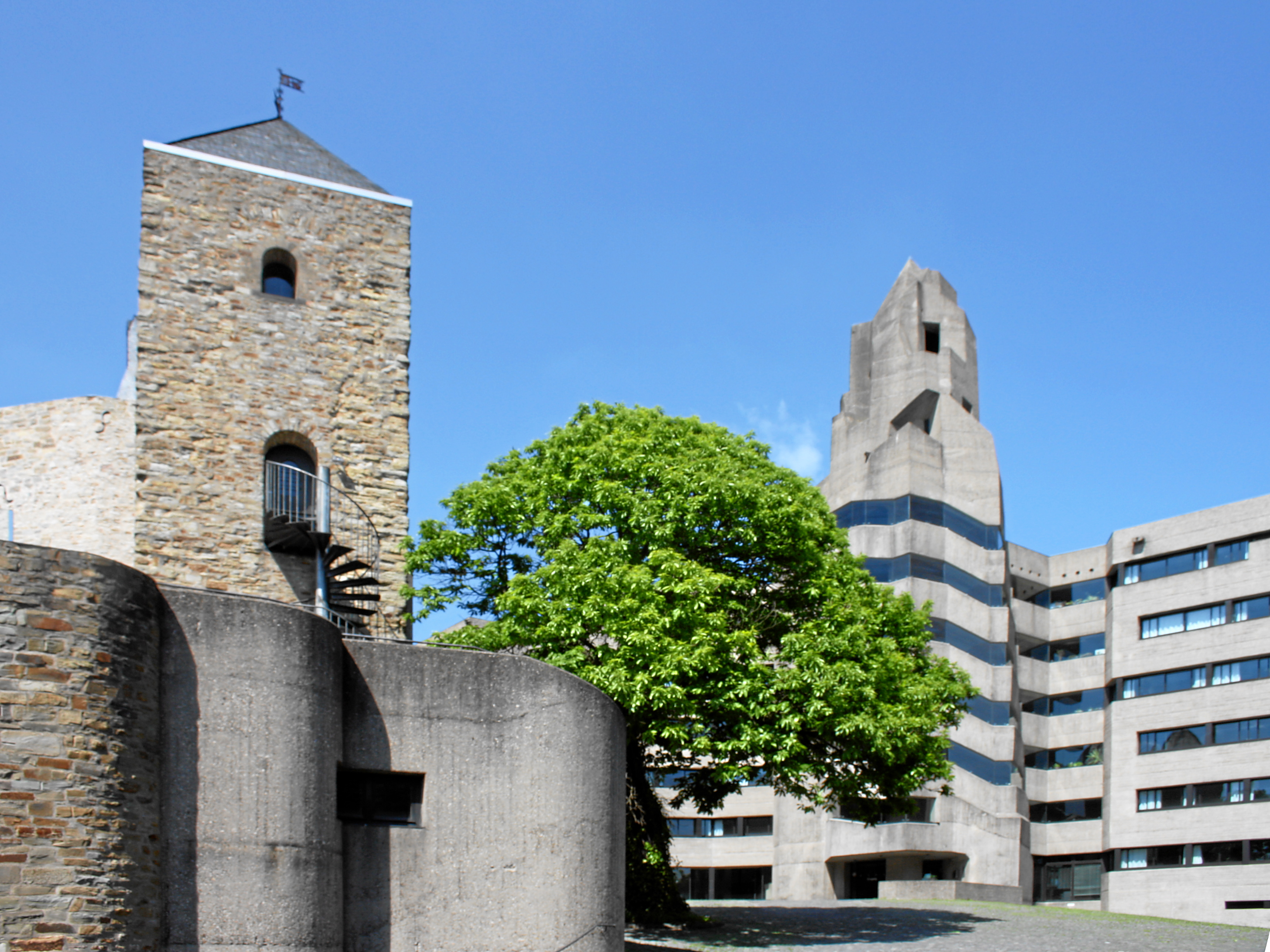
Centro Cívico Bergisch Gladbach-Bernsberg (1962-67)

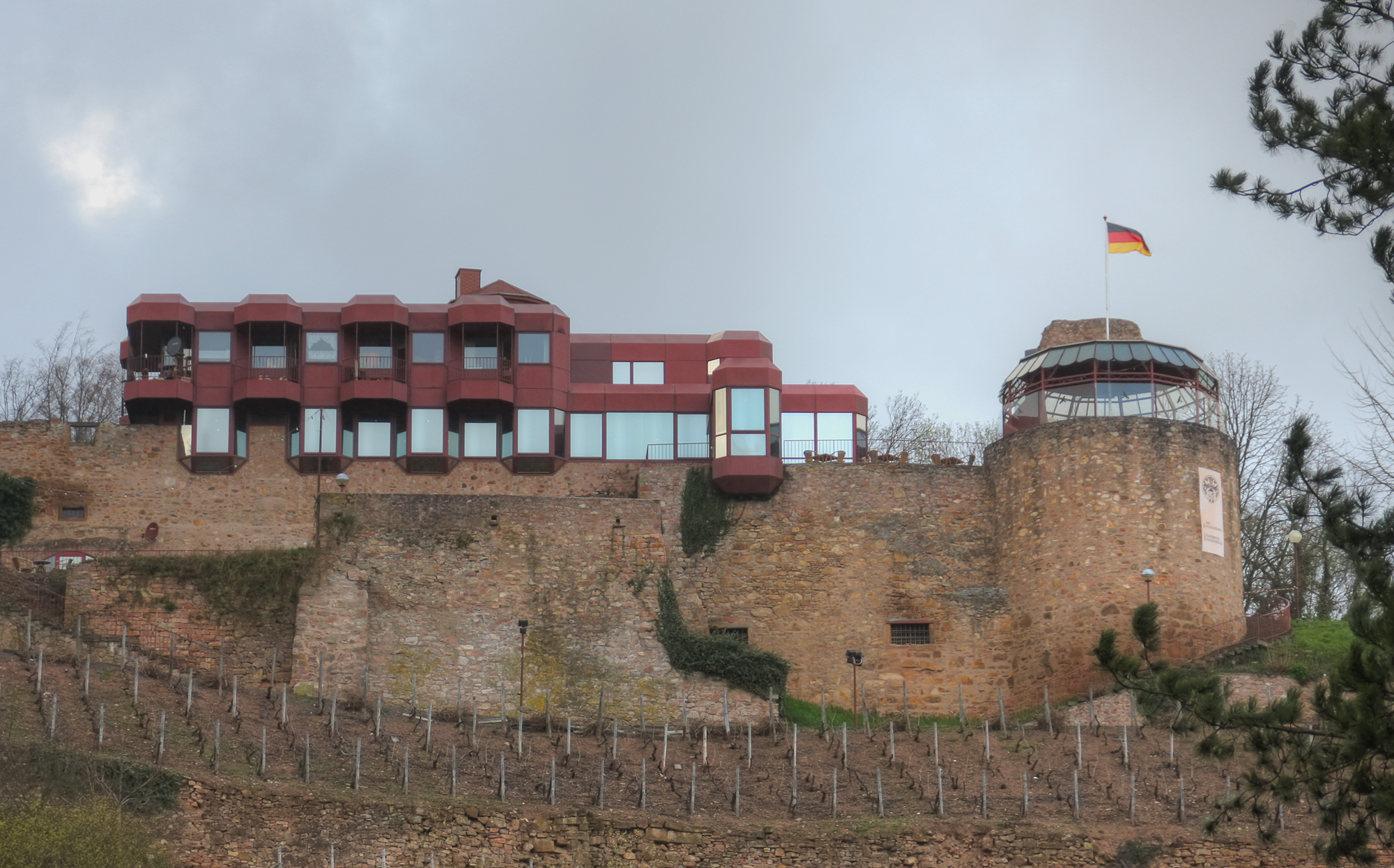
ampliación Castillo Kauzenburg, Bad Kreuznach.

El nombre de su madre era Magdalena y el de su padre Georg Haggenmüller, de profesión orfebre. Desde pequeña quiso ser arquitecta: dicen que repetía la frase "si yo fuera un niño...". Cuando terminó la escuela secundaria en 1942 en Munich comenzó a estudiar la carrera pero la abandonó en 1944 ya que encontraba dificultades para continuarla siendo mujer. A pesar de esto, realizó una pasantía en una oficina de arquitectura en Innsbruck, y más tarde continuó sus estudios y se recibió con honores después de la guerra en 1946 con una tesis sobre viviendas para artistas y artesanos.
Estudió arquitectura en la Universidad Técnica de Múnich, donde conoció a Gottfried Böhm con quien se casó en 1948. Su marido se hizo cargo del estudio familiar de arquitectura de su padre Dominikus Böhm (fallecido en 1955) en Colonia. Inicialmente, ella dedicó la mayor parte de su tiempo en casa criando a sus cuatro hijos, sólo pasando períodos cortos en la oficina. Tres de su hijos se dedicaron a la profesión, el cuarto es artista.

## Trayectoria
A partir de 1959 retomó su trabajo, comenzó a desarrollar sus propios proyectos y el estudio pasó a llamarse Estudio Böhm. Su labor se centró particularmente en el desarrollo de planes para proyectos de vivienda y urbanizaciones.
A la par del crecimiento profesional de su marido (considerado el arquitecto de iglesias más importante tras la II Guerra Mundial), Elisabeth desarrolló sus propios proyectos. Realizó varios trabajos de diseño de interiores, entre ellos la puesta al día del Castillo de Godesberg (1959) cerca de Bonn, el Centro Cívico Bergisch Gladbach-Bernsberg (1962-67), y las ampliaciones del Castillo Kauzenburg en las que contrastó lo antiguo y lo moderno cerca de Bad Kreuznach (1970). También estuvo a cargo del foyer circular que conectó la antigua construcción a la expansión del Teatro de Stuttgart en 1984.
La historia no define del todo su participación en la enorme producción arquitectónica de su marido pero es claro que juntos desarrollaron una forma de ver la arquitectura en ese compartir cotidiano de su estudio en Colonia. 
En la década de 1980, Elisabeth Böhm diseñó casas y villas en Italia, y en 1991 se ocupó del reciclaje de la Embajada de Bulgaria en Estrasburgo y la del Vaticano (proyecto que no fue construido).
En 1986 se otorgó el Premio Pritzker a su marido en solitario a pesar de que las obras estaban firmadas como Estudio Böhm.
También dentro del Estudio Böhm trabajó activamente en el proyecto de WDR Arkaden de la orquesta sinfónica de Colonia que tiene un claro carácter deconstructivo, más propio de su estilo que del de su marido. La construcción del edificio comenzó en 1994, y para esta obra Böhm concibió una fachada ricamente articulada con mucho movimiento y varios pisos de cristal en altura. Dentro del edificio, de 70 metros de largo y 17 metros de ancho, hay un atrio con una cúpula cilíndrica de vidrio. Se inauguró el 22 de octubre de 1996.
Elisabeth Böhm vivió y trabajó en Colonia hasta su muerte en 2012.